# Bundesgrenzschutz
Bundesgrenzschutz (pol. Federalna Straż Graniczna) – straż graniczna w Niemczech, wchodząca w skład niemieckich formacji policyjnych, po 1 lipca 2005 przemianowany na Bundespolizei.
Współczesny Bundesgrenzschutz powołany został w roku 1951 do ochrony granic Republiki Federalnej Niemiec. Po wejściu w życie układu z Schengen i „otwarciu” granic z Francją, Belgią, Holandią i Luksemburgiem w 1985 formacje Grenzschutzu uległy redukcji.
Po upadku Muru Berlińskiego i zjednoczeniu Niemiec znaczna liczba funkcjonariuszy tak zachodnioniemieckiej, jak i wschodnioniemieckiej służby granicznej (niem. Grenztruppen der DDR) straciła miejsce pracy, jakim była granica pomiędzy obiema częściami Niemiec. Wielu z nich przekwalifikowało się, a znaczną część zatrudniono tymczasowo do odtwarzania zniszczonych częściowo, ale zachowanych w strzępach akt byłej wschodnioniemieckiej tajnej służby Ministerstwa Bezpieczeństwa Państwowego (Stasi).
Dalsze zmniejszenie liczebności Grenzschutzu nastąpiło po roku 1995, kiedy do układu z Schengen przystąpiła Austria i Dania. Najdłuższą granicą lądową, wzdłuż której rozlokowane były jednostki Grenzschutzu była granica z Polską, gdzie głównym ich zadaniem było zapobieganie przenikaniu do Niemiec nielegalnych imigrantów, najczęściej z krajów trzecich, których nie udało się wcześniej przechwycić polskiej Straży Granicznej.